# Râul Pruteț
Râul Pruteț este un curs de apă, afluent al râului Prut. 